# Thorstein Kråkenes
Thorstein Kråkenes (født 3. april 1924, død 17. september 2005) var en norsk roer fra Bergen, bror til Harald Kråkenes.
Kråkenes vandt bronze i otter ved OL 1948 i London, sammen med sin bror Harald Kråkenes, Hans Hansen, Halfdan Gran Olsen, Kristoffer Lepsøe, Leif Næss, Thor Pedersen, Carl Monssen og styrmand Sigurd Monssen. Nordmændene blev nummer to i deres indledende heat, men vandt derpå opsamlingsheatet og derpå deres semifinale. I finalen kunne ingen af de to øvrige både følge med USA, der vandt med næsten ti sekunders forspring til Storbritannien på andenpladsen, der var 3,4 sekunder foran de norske bronzevindere.
Efter OL i 1948 skiftede han til firer uden styrmand, blandt andet sammen med sin bror Harald, og i denne båd vandt han en bronzemedalje i EM 1949 i Amsterdam.
Han stillede også op i firer uden styrmand ved OL 1952 i Helsinki, hvor nordmændene (ud over Thorstein også hans brødre Harald og Sverre Kråkenes samt Kristoffer Lepsøe) blev nummer to i indledende heat og i semifinalen. I semifinaleopsamlingsheatet blev de nummer tre og kvalificerede sig dermed ikke til finalen.

## OL-medaljer
- 1948:  Bronze i otter